# 樋口寿康
樋口 寿康（ひぐち ひさやす）は、江戸時代後期の公卿。号は観解脱院伝誉益謙。官位は正三位・前大宰大弐。

## 経歴
文化11年4月14日（1814年6月2日）に侍従に任じられ、文政3年1月4日（1820年2月17日）に正三位に叙せられる。文政7年12月7日（1825年1月25日）大宰大弐に任じられるが、天保7年3月13日（1836年4月28日）に蟄居処分を受けて、同9年8月27日（1838年10月15日）に免じられた。
天保10年5月1日（1839年6月11日）、妾の花井と共に屋敷内で襲撃され、花井は即死、寿康も間もなく死去した（「樋口一件」）。当初は金銭問題という風説もあったが（『公武御用日記』天保10年5月2日条）、同月21日になって公式には「孫」の扱いとなっている実子の功康が家臣2名と共に寿康を殺害したことが判明した。功康は朝廷から直ちに解官除籍の処分を受け、朝廷から処分を委ねられて引き渡しを受けた京都町奉行による慎重な吟味の結果、4年後に隠岐島に配流されることになる。なお、明治になってから功康は殺害動機について、花井が妾として樋口家に入ったことで同じく妾であった自分の生母が家を追われたことを恨んで花井を殺害したところ、実父の寿康と鉢合わせしたためにやむなく殺害したことを告白している。

## 系譜
- 正室：松浦参子 - 松浦清娘
- 側室：家女房
  - 男子：樋口功康（1821-1887）
  - 女子：石井行弘室
- 養子
  - 男子：樋口保康（実弟）